# جی‌لین ۲۳۹۸
سیارک ۲۳۹۸ (به انگلیسی: 2398 Jilin، نامگذاری:1965UD2) دو هزار و سیصد و نود و هشتمین سیارک کشف شده‌است که در ۲۴ اکتبر ۱۹۶۵ کشف شد.
قدر مطلق سیارک برابر ۱۳٫۶۰ است.